# مقاطعة سيساك-موسلافينا

موقع المقاطعة بالنسبة لكرواتيا.

مقاطعة سيساك-موسلافينا Sisačko-moslavačka županija هي إحدى مقاطعات كرواتيا ومركزها مدينة سيساك.